# Dollarklausel
Die Dollarklausel war eine Regelung des Alliierten Kontrollrates im Jahre 1945, die verlangte, dass andere Länder ihre Importe aus Deutschland in US-Dollar zahlen mussten.

## Geschichtliche Einordnung
Der Alliierte Kontrollrat Deutschlands erließ im September 1945 einen Beschluss zur Regelung des deutschen Außenhandels. Dieser enthielt zwei wichtige Grundsätze: die Begrenzung des Imports auf den Subsistenzbedarf und zweitens die Dollarklausel. 
Der Beschluss hatte für die deutsche Industrie den Nachteil, dass aufgrund der weitgehenden Begrenzung der Importe auf Lebensmittel viele benötigte Industriewaren nicht eingeführt werden konnten. Gleichzeitig war dieses sogenannte „First-Charge Principle“ allerdings eine Mauer gegen den Versuch europäischer Länder, kostenlose Reparationslieferungen aus der Neuproduktion zu erhalten.
In den Westzonen blieb die Dollarklausel im Prinzip bis 1949 in Kraft.